# Dave Kitson
David Barry "Dave" Kitson (født 21. januar 1980 i Hitchin, England) er en engelsk tidligere fodboldspiller, der spillede som angriber hos Oxford United. Gennem karrieren spillede han blandt andet for Cambridge United, Reading, Stoke City og Portsmouth samt på lejebasis hos Middlesbrough og Reading.